# Juan Fernando Palomino
Juan Fernando Palomino y de Oropesa (Madrid, ? - Madrid, 1793), est un graveur chalcographe espagnol, fils et disciple du graveur Juan Bernabé Palomino.

## Biographie
Juan Fernando Palomino est nommé pour son mérite à l'Académie royale des beaux-arts Saint-Ferdinand, le 6 avril 1777, selon Ceán Bermúdez.

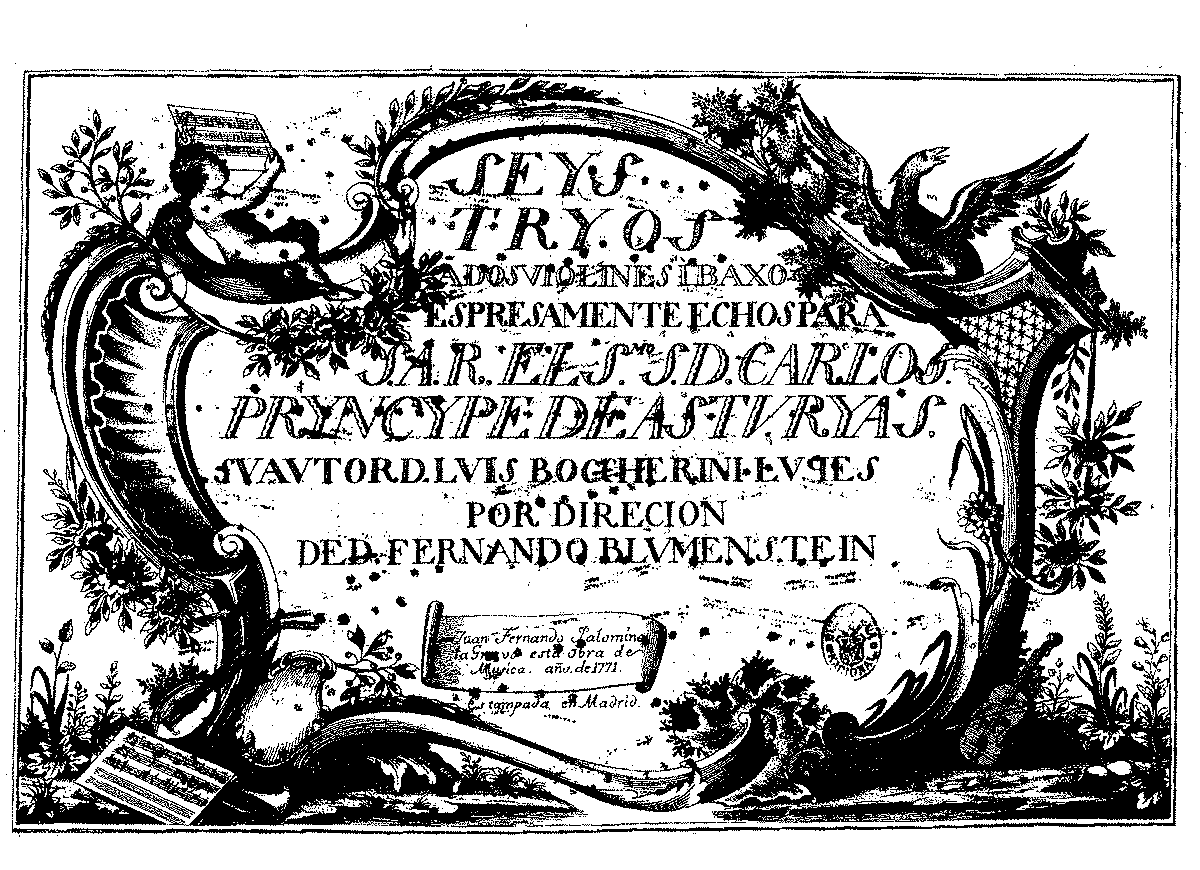
La première édition espagnole d’une œuvre de Luigi Boccherini : Seys tryos a dos violines i baxo gravés par Juan Fernando Palomino, Madrid, 1771, (opus 6).

Il est l'auteur d'un élevé nombre d'estampes de qualité discrète et de genres des plus variés, depuis la scène religieuse au portrait, les partitions musicales (par exemple les premières éditions espagnoles de Boccherini), ou les vues de villes et paysages avec des personnages typiques, réalisés principalement pour l'Atlante espagnol ou description de tout le royaume d'Espagne, de Bernardo Espinalt et García, œuvre reçue avec des critiques dans son temps par sa rare rigueur critique éditée en quatorze volumes entre 1778 et 1795. 
De sa vaste production, peut être mis en évidence les feuilles illustrées pour diverses disciplines scientifiques et spécialement celles les destinées à la Colección general de máquinas: escogidas entre las que hasta hoy se han publicado en Francia, Inglaterra, Italia, Suecia y otras partes éditée en deux volumes en 1783 par Miguel Gerónimo Suárez et Núñez, archiviste de la Real Junta General de Comercio, Moneda y Minas (commerce, monnaie et mines), formée par 118 estampes accompagnée chacune de la description de la machine illustrée.